# غوستاف يارل
غوستاف يارل (بالسويدية: Gustav Jarl)‏ (28 مايو 1995 بالسويد - ) هو لاعب كرة قدم سويدي في مركز الدفاع. شارك مع منتخب السويد تحت 17 سنة لكرة القدم ومنتخب السويد تحت 19 سنة لكرة القدم. أما مع النوادي، فقد لعب مع نادي آسيريسكا ونادي هلسينغبورغ ونادي إسكلستونا.

## روابط خارجية
- غوستاف يارل على موقع اتحاد السويد (السويدية)
- غوستاف يارل على موقع قاعدة بيانات كرة القدم.إي يو (الإنجليزية)
- غوستاف يارل على موقع Soccerway.com (الإنجليزية)